# Somnambula
Somnambula (titlul original: în italiană La sonnambula) este o operă în 2 acte de Vincenzo Bellini, după un libret de Felice Romani (bazat pe comedia La sonnambule ou l’arrivée d’un nouveau seigneur de Eugène Scribe din anul 1819).
Premiera operei a avut loc la “Teatro Carcano” din Milano, în ziua de 6 martie 1831.
Durata operei: cca 2 ore și 30 minute. 
Locul acțiunii: un sat de munte din Elveția.

## Personajele principale
- Contele Rodolfo, stăpânul localității (bas)
- Teresa, proprietara unei mori (mezzo-soprană)
- Amina, orfană adoptată de Teresa, logodită cu Elvino (soprană)
- Lisa, stăpâna unui han, îndrăgostită de Elvino (soprană)
- Elvino, proprietar înstărit, logodnicul Aminei (tenor)
- Alessio, sătean, îndrăgostit de Lisa (bas)
- Un notar (tenor)

## Act 1
Scena 1: Un sat, cu o moară în fundal
Lisa, stăpâna hanului, se consumă de gelozie că procesiunea de logodnă dintre Amina și Elvino, care fusese odată logodit cu ea, se apropie. Ea refuză disprețuitor avansurile nefericitului Alessio. Amina mulțumește prietenilor ei pentru urăriile lor amabile și în special mamei adoptive Teresa, proprietara morii, care a adoptat-o ca pe o orfană. Îi mulțumește lui Alessio, care a compus cântecul de nuntă și a organizat festivitățile, dorindu-i succes în curtarea Lisei, care continuă să respingă avansurile lui.
Sosește Elvino, după ce s-a oprit pe drum la mormântul mamei sale pentru a cere binecuvântarea ei pentru Amina. El îi dă Aminei inelul mamei sale și își fac unul altuia jurăminte de iubire.
Sosește un străin, întrebând de drumul spre castel. Lisa îi atrage atenția că este târziu și că nu va ajunge înainte de-a se întuneca, oferindu-i cazare la hanul ei. Noul venit, care surprinde sătenii cu familiaritatea sa față de zonă, întreabă despre festivitățile ce au să urmeze și o admiră pe Amina, care îi amintește de o fată pe care a iubit-o cu mult timp în urmă. El admite că o dată a stat la castel, al cărui stăpân a murit cu patru ani în urmă. Când Teresa povestește că fiul stăpânului mort, a dispărut cu câțiva ani înainte, străinul îi asigură pe toți că el este în viață și va reveni.
Cum întunericul se apropie sătenii îl avertizezează că este timpul să intre în interior, pentru a evita fantoma satului, dar el nu este superstițios și îi asigură că în curând vor fi liberi de orice apariție. Elvino este gelos pe admirație străinului față de Amina; el este gelos chiar pe briza care o mângâie, dar el a promis că se va corecta.
Scena 2: O cameră din han
Lisa îi spune străinului că a fost recunoscut drept Rodolfo, fiul dispărut al contelui, și îl avertizează că satul îi pregătește o primire oficială. Între timp, ea va fi prima care îi va prezenta omagiile sale. Ea este flatată când el începe să flirteze cu ea, dar totul se termină, ei căzându-i o batistă, atunci când un zgomot se aude afară.
Este Amina, care intră în cameră, mergând în somn. Rodolfo, realizând că peregrinările ei nocturne au dat naștere la povestea fantomei satului, este pe cale de a profita de starea ei neajutorată, dar este lovit de inocența ei evidentă și se abține. Ea adoarme pe canapea iar el se duce afară, unde îi aude pe sătenii care vin la han pentru al primi pe noul lor stăpân.
Lisa îi spune lui Elvino unde a dormit Amina; iar acesta, crezând-o necredinciosă, o respinge cu furie. Doar Teresa crede în nevinovăția ei.

## Act 2
Scena 1: O pădure
În drumul lor de ai cere contelui să ateste nevinovăția Aminei, sătenii se întâlnesc cu Amina și Teresa, care încercau același lucru. Elvino continuă să o respingă pe Amina, chiar și atunci când contele îi trimite un mesaj că este nevinovată. Elvino nu este convins și își ia înapoi inelul, deși nu-și poate scoate imaginea ei din inimă...
Scene 2: Satul, ca în Act I
Elvino a decis să se căsătorească cu Lisa. Ei sunt pe cale de a merge la biserică atunci când Rodolfo încearcă să-i explice că Amina este nevinovată deoarece ea nu a venit trează în camera lui - ea fiind somnambulă, dar Elvino refuză să-l creadă.
Teresa imploră sătenii să facă liniște, pentru că Amina, fiind epuizată, a căzut într-un somn adânc. Înțelegând că acum căsătoria e iminentă, ea se confruntă cu Lisa, care-i spune că ea nu a fost niciodată găsită singură în camera unui bărbat. Teresa aduce ca dovadă batista pe care Lisa a pirdut-o în camera Contelui. Contele refuză să comenteze, dar continuă să confirme virtutea Aminei. Elvino cere dovezi, care apar în mod dramatic atunci când Amina este văzută mergând în somn peste podul înalt, periculos și instabil de la moară.
Rodolfo avertizează că trezirea ei ar putea fi fatală, astfel că toți privesc cum ea retrăiește logodna ei și durerea pricinuită de respingerea lui Elvino. Atunci când ea ajunge în cealaltă parte în siguranță, Elvino o strigă și ea se trezește căzând în brațele lui, spre bucuria tuturor.